# Daucus crinitus
Daucus crinitus é uma espécie de planta com flor pertencente à família Apiaceae. 
A autoridade científica da espécie é Desf., tendo sido publicada em Fl. Atlant. 1: 242, t. 62. 1798.
Os seus nomes comuns são cenoura-brava-de-crina ou cenoura-de-folha-miúda.

## Portugal
Trata-se de uma espécie presente no território português, nomeadamente em Portugal Continental.
Em termos de naturalidade é nativa da região atrás indicada.

## Protecção
Não se encontra protegida por legislação portuguesa ou da Comunidade Europeia.